# Крытышинский сельсовет
Крытышинский сельсовет (бел. Крыты́шынскі сельсавет) — упразднённая административная единица на территории Ивановского района Брестской области Белоруссии.

## История
12 июля 2013 года Крытышинский сельсовет упразднён.

## Состав
Крытышинский сельсовет включал 8 населённых пунктов:
- Бошня — деревня.
- Гневчицы — деревня.
- Загута — деревня.
- Зарудье — деревня.
- Крытышин — агрогородок.
- Морозы — деревня.
- Рагодощь — деревня.
- Радовня — деревня.
- Мохро  — деревня.